# Cristina de Lorena

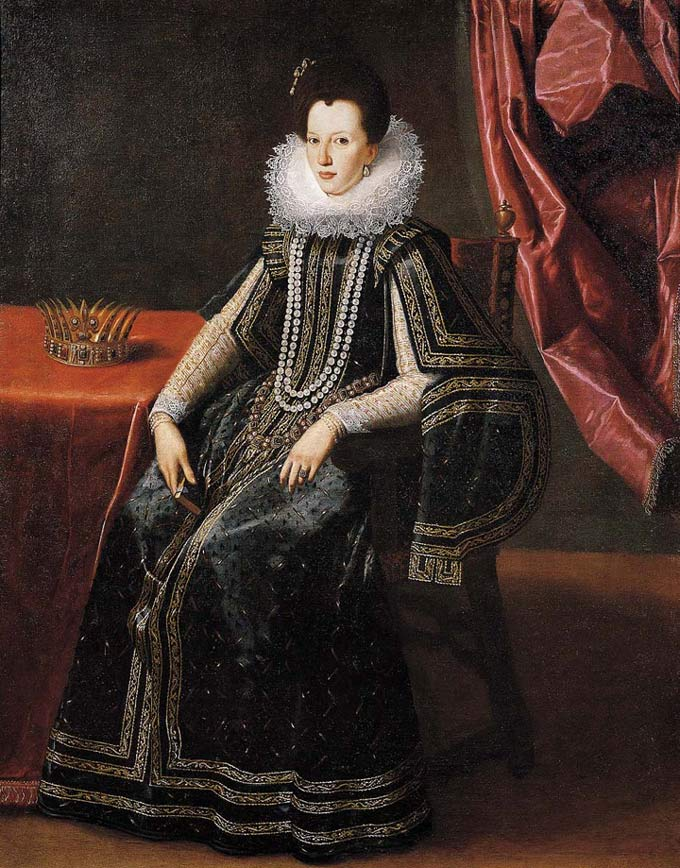
Cristina de Lorena.

Cristina de Lorena (Bar-le-Duc, ducat de Lorena, 16 d'agost de 1565-Florència, Gran ducat de Toscana, 19 de desembre de 1636) fou una princesa de la casa de Lorena que va esdevenir consort, i posteriorment regent, del Gran ducat de Toscana.

## Família
Va néixer el 1565 a la població de Bar-le-Duc, en aquells moments situada al ducat de Lorena i que avui en dia forma part del departament del Mosa, sent filla del duc Carles III de Lorena i Clàudia de França. Per línia paterna fou neta del duc Francesc I de Lorena i Cristina de Dinamarca, i per línia materna del rei Enric II de França i Caterina de Mèdici.
Fou germana dels ducs Enric II i Francesc II de Lorena; i d'Elisabet de Lorena, casada amb Maximilià I de Baviera.
A la mort de la seva mare, ocorreguda el febrer de 1575, fou educada per la seva àvia Caterina de Mèdici, restà a la cort francesa durant un llarg període.

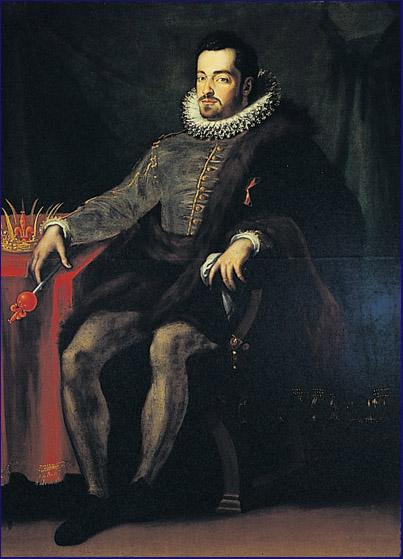
Imatge de Ferran I de Mèdici, espòs de Cristina

Es casà el 3 de maig de 1589 a la catedral de Florència amb Ferran de Mèdici, fill del duc Cosme I de Mèdici i Elionor de Toledo. D'aquesta unió nasqueren:
- Cosme II de Mèdici (1590-1621), Gran duc de Toscana
- Elionor de Mèdici (1591-1617)
- Caterina de Mèdici (1593-1629), casada el 1617 amb Ferran I de Màntua
- Francesc de Mèdici (1594-1614), militar
- Carles de Mèdici (1595-1666), cardenal
- Filippino de Mèdici (1598-1602)
- Llorenç de Mèdici (1599-1648)
- Maria Magdalena de Mèdici (1600-1633), reclosa en un convent
- Clàudia de Mèdici (1604-1648), casada el 1621 amb el duc Frederic Ubald della Rovere i el 1626 amb l'arxiduc Leopold V d'Àustria

A la mort de l'espòs, ocorreguda el febrer de 1609, actuà com a regent del Gran ducat de Toscana en nom del seu fill Cosme II de Mèdici. Ocupà aquest càrrec fins al 1611, moment en el qual son fill fou nomenat major d'edat. A la mort prematura del seu fill (febrer de 1621) restà a la cort de Florència al costat del seu net Ferran II de Mèdici.
Interessada pels afers científics, va mantenir una relació epistolar amb Galileo Galilei, el qual va dedicar-li una de les seves quatre Lettere copernicane datada el 1615, en què el científic refutava que les seves doctrines estiguessin en contra de la Bíblia. Així mateix, Antonio Santucci li va dedicar la Ruota perpetua, un complex sistema de càlculs astronòmics realitzat després de 1582.